# دون غرايرسون
دون غرايرسون هو لاعب هوكي جليد كندي، ولد في 16 يونيو 1947 في تورونتو في كندا.

## وصلات خارجية
- دون غرايرسون على موقع EliteProspects.com (الإنجليزية)
- دون غرايرسون على موقع HockeyDB.com (الإنجليزية)